# Zonas de gestão distrital

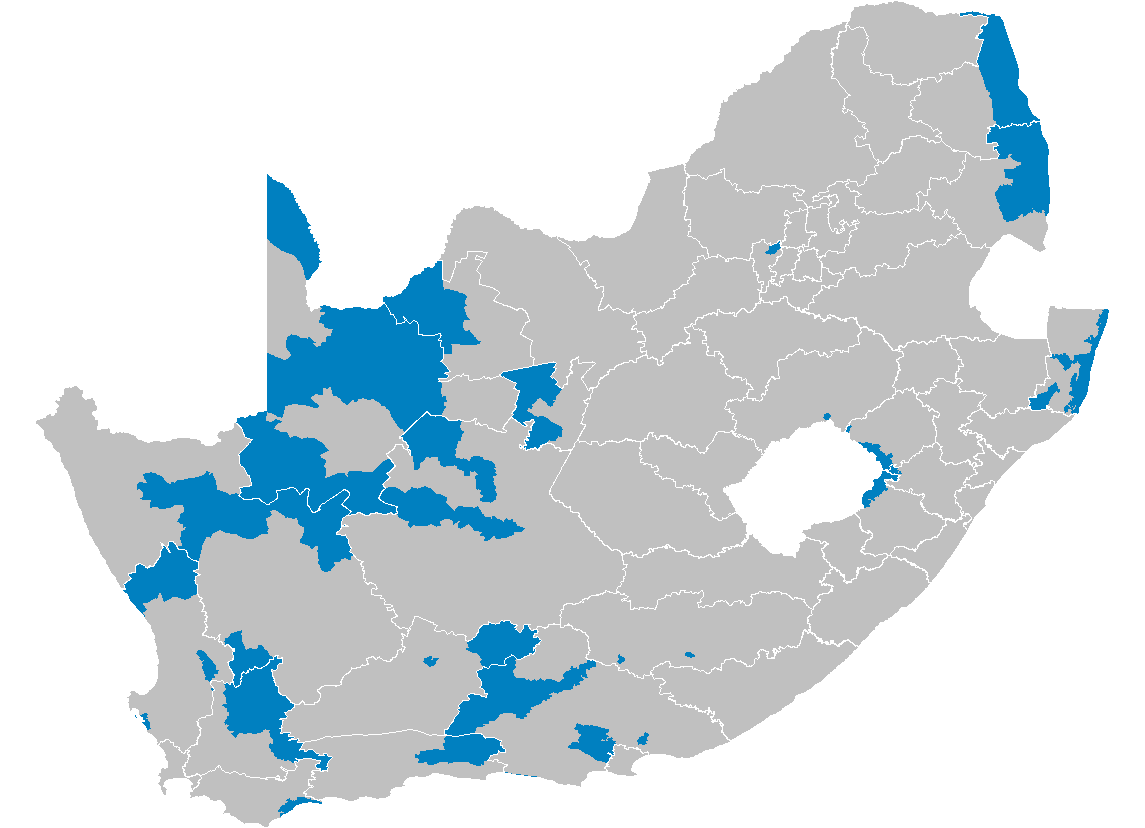
Mapa dos distritos da África do Sul, mostrando as zonas de gestão distrital

As zonas de gestão distrital (ZGD; em inglês District Management Areas) são partes do território dos municípios distritais sul-africanos que são geridas directamente pelo distrito, não fazendo por isso parte de um município local.
As ZGD são normalmente parques nacionais, com uma baixa densidade populacional. A província do Noroeste é a única que não tem ZGDs.

## Lista de zonas de gestão distrital
A tabela mostra a população das ZGD no censo de 2001, ordenadas por província.
| Província         | Código   | Zona de gestão distrital                 | População |
| ----------------- | -------- | ---------------------------------------- | --------- |
| Cabo Ocidental    | WCDMA01  | West Coast                               | 4 263     |
| Cabo Ocidental    | WCDMA02  | Breede River                             | 6 503     |
| Cabo Ocidental    | WCDMA03  | Overberg                                 | 247       |
| Cabo Ocidental    | WCDMA04  | South Cape                               | 14 593    |
| Cabo Ocidental    | WCDMA05  | Central Karoo                            | 6 178     |
| Cabo Oriental     | ECDMA10  | Aberdeen Plain                           | 6 531     |
| Cabo Oriental     | ECDMA13  | Parque Nacional da Zebra da Montanha     | 91        |
| Cabo Setentrional | NCDMA06  | Namaqualândia                            | 813       |
| Cabo Setentrional | NCDMA07  | Bo Karoo                                 | 3 176     |
| Cabo Setentrional | NCDMA08  | Benede Oranje                            | 9 083     |
| Cabo Setentrional | NCDMA09  | Diamondfields                            | 4 523     |
| Cabo Setentrional | NCDMA45  | Kalahari                                 | 6 231     |
| Estado Livre      | FSDMA19  | Parque Nacional de Golden Gate Highlands | 174       |
| Gauteng           | GTDMA48  | West Rand                                | 5 783     |
| KwaZulu-Natal     | KZNDMA22 | Highmoor/Kamberg Park                    | 7         |
| KwaZulu-Natal     | KZNDMA23 | Reserva de Caça de Giants Castle         | 511       |
| KwaZulu-Natal     | KZNDMA27 | Parque de St Lucia                       | 5 080     |
| KwaZulu-Natal     | KZNDMA43 | Zona de Vida Selvagem de Mkhomazi        | 815       |
| Limpopo           | NPDMA33  | Parque Nacional Kruger                   | 3 662     |
| Mpumalanga        | MPDMA32  | Lowveld                                  | 495       |
|                   |          | Total                                    | 79 067    |